# Catya Maré
Catya Maré é uma compositora, produtora musical e violinista clássica crossover dinamarquesa, atualmente residente em Los Angeles, Califórnia. Ela é uma violinista clássica desde criança, tendo realizado diversos apresentações em concertos, festivais e museus, como sua apresentação no National Galerie Berlin, Kunsthaus Zürich, Kunsthallen Brandts, e no Kunstmuseet Trapholt. Desde então ela começou a compor e produzir suas próprias canções (eletrônica/pop/world music/celtic/classical crossover) em  2006. Maré foi indicada ao Hollywood Music Award em novembro de 2008 e ganhou o Billboard World Songwriting Contest em fevereiro de 2009.
Em novembro de 2009 venceu o Hollywood Music in Media Award e em dezembro de 2010 o USA Songwriting Competition.

## Carreira
Maré nasceu em Neuss, Alemanha,  em uma família com interesses em  música clássica (ambos os pais são músicos profissionais). Seu primeiro concerto como solista com uma orquestra sinfônica foi com 10 anos de idade. Quando adulta jovem, realizou apresentações  solo de  violino clássico nos Estados Unidos, Israel, Escandinávia, Europa e em muitos festivais, incluindo o  Schleswig-Holstein Musikfestival e o Santander Music Festival. Maré recebeu diversas bolsas (como o Stipendium der Münchner Orchesterakademie, Stipendium der Rotarischen Gesellschaft Hamburg e Konzerte Junger Künstler). Terminou seu mestrado no Conservatório de Música de Munique e ocupou a posição de violinista alternativa na Orquestra Sinfônica de Aarhus Symfoniorkester.
Em 2005, ela começou a improvisar com seu violino, fazendo inúmeras apresentações em prestigiadas instituições culturais, como o National Gallerie, em Berlim (Alemanha) e o  Zurique Kunsthaus (Suíça).
Em 2008,  Maré se mudou para os EUA. 
Ela tem cinco álbuns lançados, Light Longing, uma colaboração com os produtores de música dinamarqueses Jakob Gadegaard e Henrik Koitzsch, Remembering The Day, Destination Love, Tell Me Why... e Talk Talk Talk, que ela compôs e produziu sozinha. 
Suas canções apareceram em filmes, como Butterflies In The Wind, que estreou no Ava Gardner Fil Festival de 2007 na North Carolina, e  o curta "Homecoming", além de séries de TV como "Cruisin´With eRider".
Em novembro de 2008, sua canção "It Came True" foi indicada ao Hollywood Music Award na categoria de "classical / orchestral" e sua outra canção, "Light Longing", venceu o Billboard World Songwriting Contest em fevereiro de 2009 na categoria "electronica / trilhas sonoras".

## Discografia
Light Longing
- Data de lançamento: 2007
- Gravadora: Independente
- UPC: 0786851564662

Remembering The Day
- Data de lançamento: 2008
- Gravadora: Independente
- UPC: 0786851564860

Destination Love

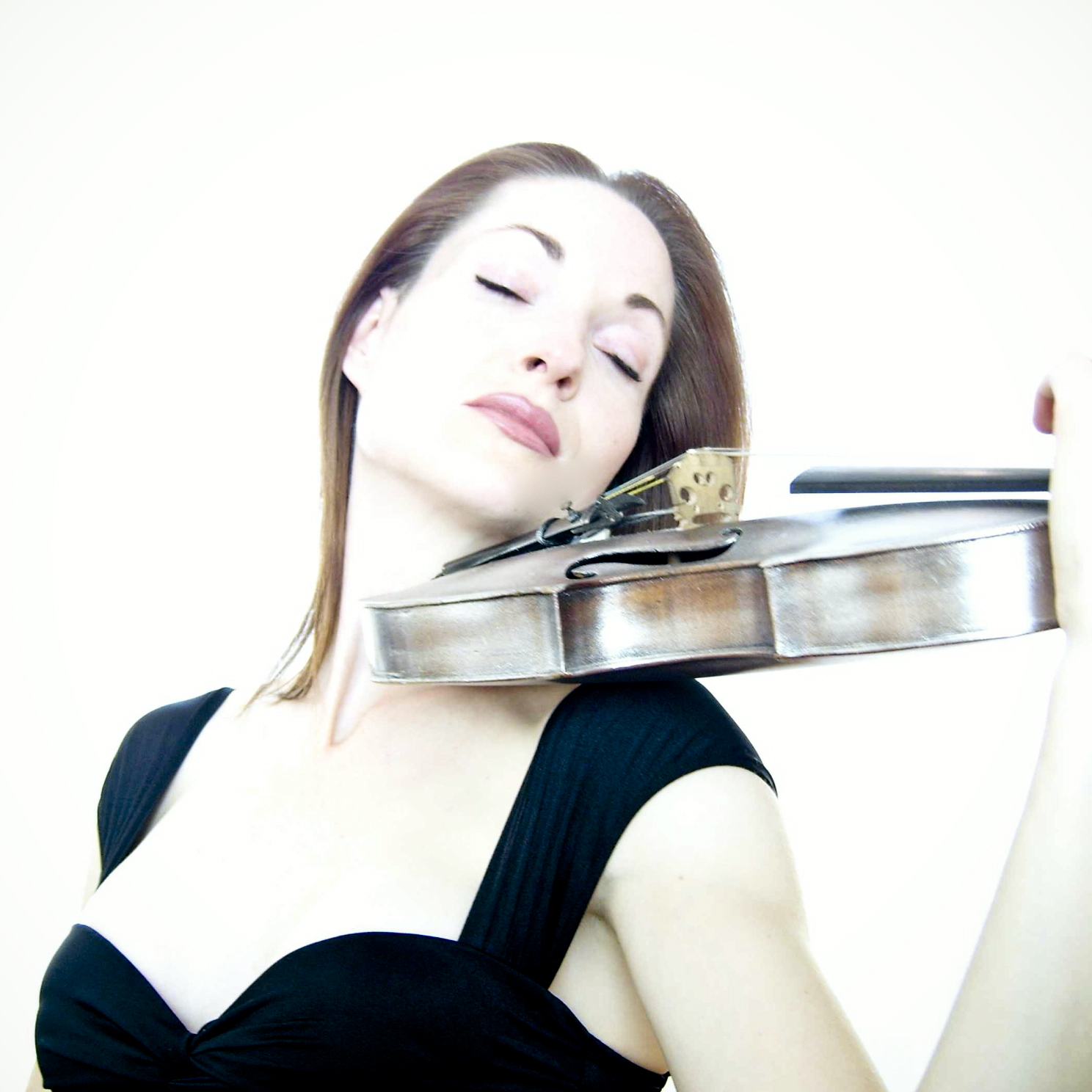
Maré em Novembro de 2007

- Data de lançamento: 8 de fevereiro de 2010
- Gravadora: Independente
- UPC: 0786851590661

Tell Me Why...
- Data de lançamento: 8 de setembro de 2010
- Gravadora: Independente
- UPC: 0786851109375

Talk Talk Talk
- Data de lançamento: 15 de novembro de 2010
- Gravadora: Independente
- UPC: 0786851316872